# Віндія
Віндія (хорв. Vindija) — печера у Хорватії, розташована поряд з містом Вараждин. Відома тим, що в ній знайдено одні з найкраще збережених решток неандертальців у світі. Знайдені в 1974 році. Припускається, що неандертальці жили там приблизно 44 тис. років тому.
У шарах G3 і G1 містяться тільки кістки неандертальців, в шарі F знаходять кістки і неандертальців, і сучасних людей, в пізніших шарах знаходяться тільки рештки Homo sapiens — представників граветської культури. Радіовуглецевий аналіз гідроксопроліну (специфічної для колагену амінокислоти) з відкладень з шару F показав, що сучасні люди з'явилися у печері Віндія через приблизно 8 тис. років після зникнення неандертальців >40 тис. років до теперішнього часу (калібрована дата).
Два зразки Vindija 33.25 і Vindija 33.16 використовувалися в проекті розшифровки генома неандертальця. Зразок Vindija 33.16 послужив основним джерелом інформації (більше 99 %) із усіх отриманих зразків ДНК, внаслідок чого було прочитане 2 мільярди пар нуклеотидів (якщо виключити фрагменти), що повторюються, — 63 % неандертальського генома.